# Albert George Wilson
Pour les articles homonymes, voir Wilson.
Albert George Wilson (28 juillet 1918 – 27 août 2012) était un astronome américain.
Il était né à Houston au Texas. Il obtint son Ph.D. en mathématiques au Caltech en 1947. Le titre de sa thèse était Contraintes thermiques axisymétriques dans un solide semi-infini.
En 1949, il accepta un emploi à l'observatoire Palomar. En 1953, il devint directeur adjoint de l'observatoire Lowell et en fut le directeur de 1954 à 1957. Plus tard, il travailla à la Rand Corporation et occupa plusieurs postes dans le secteur privé. En 1962, il devint l'éditeur fondateur du magazine d'astronomie Icarus.
Il découvrit plusieurs astéroïdes et codécouvrit également la comète périodique 107P/Wilson-Harrington.
| (1620) Géographos   | 14 septembre 1951 | avec R. Minkowski         |
| (1915) Quetzálcoatl | 9 mars 1953       |                           |
| (1980) Tezcatlipoca | 19 juin 1950      | avec Å. A. E. Wallenquist |
| (10000) Myriostos   | 30 septembre 1951 |                           |
| (118162) 1951 SX    | 29 septembre 1951 |                           |